# Renato De Fusco

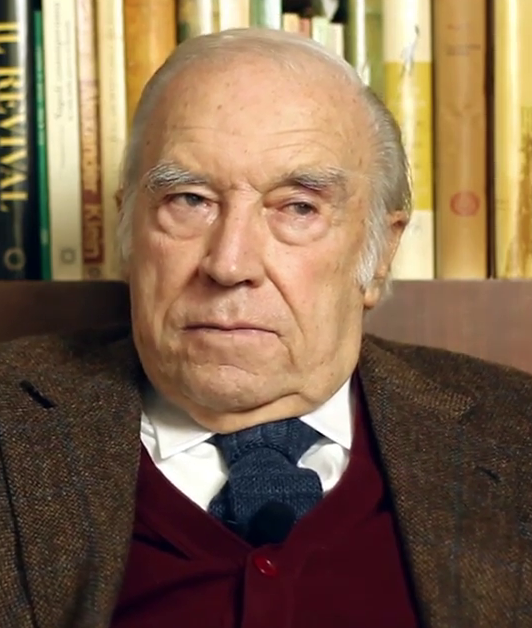
De Fusco em 2013

Renato De Fusco (Nápoles, 14 de julho de 1929 – 30 de abril de 2024) foi um historiador, crítico teórico de arquitetura, académico, desenhador, pintor, expoente da semiótica e arquitecto italiano. Foi professor emérito da Universidade de Nápoles Federico II.

## Biografia
Nascido em Nápoles, De Fusco estudou arquitetura na Universidade de Nápoles Federico II, graduando-se em 1959. Inicialmente interessado em pintura, fez parte dos movimentos artísticos "Gruppo Sud" e "MAC (Movimento Arte Concreta)". Durante a sua carreira, De Fusco recebeu várias honrarias e prémios, nomeadamente um Pix do Compasso de Ouro pela sua carreira em 2008.
Tornou-se um importante expoente da escola histórica napolitana, nomeadamente nas disciplinas da história da arquitectura, da crítica arquitectónica e da teoria arquitectónica, tendo grande influência no sul com outras escolas italianas contemporâneas como a de Veneza, Milão e Roma. O empenho de De Fusco no ensino e na escrita de ensaios foi também reconhecido internacionalmente pela vanguarda dos seus estudos, em particular nos estudos oitocentistas da europa e dos novecentistas. Paralelamente desenvolveu também uma actividade profissional isolada como arquitecto e urbanista, deixando escassos vestígios da sua obra repleta de qualidade profissional derivada do seu estudo minucioso.